# Werner Schilling (Journalist)
Werner Schilling (* 23. November 1931 in Chemnitz; † 31. Dezember 2017 in Nürnberg) war ein deutscher Sportjournalist.

## Leben
Der in Chemnitz geborene Schilling hatte schon als Schüler Artikel für die dortige Volksstimme verfasst und war nach seiner Flucht 1948 erst Mitarbeiter beim Detmolder Volks-Echo und ab 1950 freier Mitarbeiter bei der Westfälischen Zeitung in Bielefeld, als er deren plötzlich erkrankten Ressortleiter Sport vertreten musste und somit ohne universitäre Vorbildung in eine journalistische Führungsposition gestoßen wurde. Es schlossen sich die erste Festanstellung als Lokaljournalist beim Münsterischen Tageblatt und ab 1953 ein 13 Jahre dauerndes Engagement beim Westfalen-Blatt in Bielefeld an, wo er zuerst als Stellvertretender Leiter und später Leiter des Sportressorts fungierte. Er reiste in diesen Funktionen u. a. zu den Olympischen Spielen 1960 und 1964. 
1966 wechselte er zum kicker nach Nürnberg, wo er als einer der Leitenden Redakteure insbesondere aus dem Bereich Jugendfußball berichtete. Von 1981 bis 1986 zeichnete er für den Jugendkicker verantwortlich, in Zusammenarbeit mit dem DFB gab er Impulse u. a. für die Einführung der Deutschen Jugendmeisterschaft und des
Juniorenpokals. 
In den drei Jahrzehnten beim kicker besuchte er ab 1970 zahlreiche Fußballweltmeisterschaften als Berichterstatter. Bis zu einem Sturz und nachfolgender Heimpflege bewohnte er ein Reihenhaus im südlichen Nürnberger Stadtteil Neukatzwang, wo er insbesondere der Fußballabteilung des TSV Katzwang über Jahre hinweg eng verbunden war.